# 阿克謝希爾湖
38°36′0″N 31°18′0″E / 38.60000°N 31.30000°E
阿克謝希爾湖（土耳其語：Akşehir Gölü）是土耳其的湖泊，位於該國西南部，由阿菲永卡拉希薩爾省和科尼亞省負責管轄，長39公里、寬20公里，面積353平方公里，海拔高度954米，平均水深171米。